# Liste der Baudenkmäler in Insingen
Auf dieser Seite sind die Baudenkmäler in der mittelfränkischen Gemeinde Insingen zusammengestellt. Diese Tabelle ist eine Teilliste der Liste der Baudenkmäler in Bayern. Grundlage ist die Bayerische Denkmalliste, die auf Basis des Bayerischen Denkmalschutzgesetzes vom 1. Oktober 1973 erstmals erstellt wurde und seither durch das Bayerische Landesamt für Denkmalpflege geführt wird. Die folgenden Angaben ersetzen nicht die rechtsverbindliche Auskunft der Denkmalschutzbehörde.
 Diese Liste gibt den Fortschreibungsstand vom 30. September 2023 wieder und enthält 24 Baudenkmäler.

## Baudenkmäler nach Gemeindeteilen

### Insingen
| Lage                          | Objekt                                                         | Beschreibung | Akten-Nr.              | Bild           |
| ----------------------------- | -------------------------------------------------------------- | --- | ---------------------- | -------------- |
| Diebacher Straße 7 (Standort) | Ausleger am Gasthaus zum Hirschen                              | 18. Jahrhundert | D-5-71-169-2 Wikidata  | weitere Bilder |
| Hauptstraße 11 (Standort)     | Ehemaliges Wohnstallhaus                                       | Wohnteil zweigeschossiger Fachwerkbau mit Satteldach, Stallteil erdgeschossig und massiv mit Satteldach, Wohnteil vielleicht noch um 1800, Stallteil später angebaut | D-5-71-169-3 Wikidata  | weitere Bilder |
| Hauptstraße 13 (Standort)     | Ehemaliges Wohnstallhaus                                       | Wohnteil zweigeschossiger Satteldachbau in Fachwerk über massivem Erdgeschoss, Stallteil erdgeschossig und massiv mit Satteldach, „1836“ (ehemals bezeichnet) wohl über älterem Kern | D-5-71-169-4 Wikidata  | weitere Bilder |
| Hauptstraße 20 (Standort)     | Wohnstallhaus                                                  | Erdgeschossiger Satteldachbau mit Hausteinelementen an Fenstern und Türen sowie mit verputztem Fachwerkgiebel, frühes 19. Jahrhundert | D-5-71-169-5 Wikidata  | weitere Bilder |
| Hauptstraße 25 (Standort)     | Pfarrscheune                                                   | Erdgeschossiger Fachwerkbau mit nach Norden abgewalmtem Dach, 17./18. Jahrhundert | D-5-71-169-17 Wikidata | BW             |
| Hauptstraße 25 (Standort)     | Ehemaliges Backhäuschen                                        | Backhäuschen, erdgeschossiger Walmdachbau mit Fachwerkteilen, zum Dekanatshaus gehörig, spätes 17. Jahrhundert | D-5-71-169-18 Wikidata | weitere Bilder |
| Hauptstraße 26 (Standort)     | Wohnhaus                                                       | Kleinhaus, erdgeschossiger Satteldachbau mit verschalten Fachwerkgiebeln, zweite Hälfte 17. Jahrhundert, Stallscheune, Krüppelwalmdachbau mit Fachwerkteilen | D-5-71-169-7 Wikidata  | weitere Bilder |
| Hauptstraße 31 (Standort)     | Ehemaliges Wohnstallhaus                                       | Erdgeschossiger Satteldachbau mit Wohnteil in Fachwerk, „1836“ (bezeichnet), nach Norden erweitert | D-5-71-169-8 Wikidata  | weitere Bilder |
| Hausener Straße (Standort)    | Friedhofsmauer (des neuen Friedhofs)                           | Quadermauerwerk mit Felderung und neugotisch ornamentierten Torpfeilern, frühes 20. Jahrhundert, nach Norden erweitert | D-5-71-169-19 Wikidata | weitere Bilder |
| Hausener Straße 2 (Standort)  | Evangelisch-lutherische Pfarrkirche Sankt Ulrich und Sebastian | Chorturmkirche, Saalbau im Markgrafenstil mit verzahnter Eckquaderung und Fenster- wie Türgewände aus Haustein, eingezogenem Rechteckchor im Turm mit Geschossgesimsen und Spitzhelm, Sakristeianbau im Osten, Turm 1488 f., Langhaus und wohl auch Sakristeianbau wohl nach Plänen von Johann Jacob Steingruber, 1790 f., mit Ausstattung | D-5-71-169-1 Wikidata  | weitere Bilder |
| Hausener Straße 2 (Standort)  | Friedhofsmauer (des historischen Friedhofs)                    | Bruchsteinmauer mit Rundbogenportal, Segmentbogennischen und Strebepfeilern, im Kern spätmittelalterlich | D-5-71-169-1           | weitere Bilder |
| Hausener Straße 2 (Standort)  | Ehemaliges Schulhaus, jetzt Pfarrzentrum                       | Zweigeschossiger Sandsteinbau mit Mansarddach, Krüppelwalm und hausteingerahmten Fenstern, um 1830, vielleicht über älterem Kern | D-5-71-169-9 Wikidata  | weitere Bilder |
| Hausener Straße 3 (Standort)  | Ehemaliges Gasthaus Zum Weißen Ross                            | Zweigeschossiger Krüppelwalmdachbau mit verputzten Fachwerkteilen über massivem Erdgeschoss mit Korbbogenportal, Hausteinelementen und Aufzugsöffnungen, Westfassade massiv mit Giebelgesimsen, um 1830 | D-5-71-169-10 Wikidata | weitere Bilder |
| Mittelgasse 6 (Standort)      | Ehemaliges Wohnstallhaus                                       | Erdgeschossiger Satteldachbau mit Hausteinrahmung um Fenster und Türen sowie mit Fachwerkgiebel, frühes 19. Jahrhundert | D-5-71-169-13 Wikidata | weitere Bilder |
| Seegasse 8 (Standort)         | Ehemaliges Wohnstallhaus                                       | Erdgeschossiger Satteldachbau mit Dacherker in Fachwerk über massivem Erdgeschoss, im Kern und Giebel um 1700, um 1850 aufgestockt und rückseitig verkürzt | D-5-71-169-15 Wikidata | weitere Bilder |

### Hammerschmiede
| Lage                        | Objekt                   | Beschreibung | Akten-Nr.              | Bild |
| --------------------------- | ------------------------ | --- | ---------------------- | ---- |
| Hammerschmiede 1 (Standort) | Ehemalige Hammerschmiede | Zweigeschossiger Schopfwalmdachbau mit massivem Erdgeschoss und teils verputztem Fachwerk, bezeichnet „1798“ verschalt | D-5-71-169-20 Wikidata | BW   |

### Lohr
| Lage                                | Objekt                                            | Beschreibung | Akten-Nr.              | Bild           |
| ----------------------------------- | ------------------------------------------------- | --- | ---------------------- | -------------- |
| Bockenfelder Straße (Standort)      | Friedhofsmauer                                    | Quadermauerwerk mit Torpfeilern, folgt annähernd dem Verlauf der alten Friedhofsmauer, 1904 erneuert                                                                                                   | D-5-71-169-22 Wikidata | weitere Bilder |
| Rothenburger Straße 6, 8 (Standort) | Ehemaliges Pfarrhaus, jetzt Doppelwohnhaus        | Zweigeschossiger Bau mit Krüppelwalmdach und Fachwerkteilen über massivem Erdgeschoss, 18. Jahrhundert, nach Süden erweitert                                                                           | D-5-71-169-23 Wikidata | weitere Bilder |
| Rothenburger Straße 10 (Standort)   | Gasthof Zum Ross                                  | Zweigeschossiger Schopfwalmdachbau mit Zwerchhaus, 18. Jahrhundert | D-5-71-169-24 Wikidata | weitere Bilder |
| Rothenburger Straße 11 (Standort)   | Evangelisch-lutherisches Pfarrhaus                | Zweigeschossiger Krüppelwalmdachbau mit Gurt- und Giebelsohlegesims sowie mit profilierten Fenster- und Türöffnungen, 1834                                                                             | D-5-71-169-25 Wikidata | weitere Bilder |
| Rothenburger Straße 13 (Standort)   | Evangelisch-lutherische Pfarrkirche Sankt Egydius | Saalkirche im Rundbogenstil mit halbrund geschlossener Apsis, Westturm mit Oktogon und Spitzhelm, Lisenengliederung und Profilgesimsen, nach Plänen von Georg Gabriel Foltz, 1854 ff., mit Ausstattung | D-5-71-169-21 Wikidata | weitere Bilder |
| Rothenburger Straße 14 (Standort)   | Ehemaliges Lehrerwohnhaus und Schule              | Zweigeschossiger Walmdachbau mit Gurtgesims im Rundbogenstil, Mitte 19. Jahrhundert | D-5-71-169-26 Wikidata | weitere Bilder |

### Sandhof
| Lage                 | Objekt                                                        | Beschreibung                                                                                                | Akten-Nr.              | Bild |
| -------------------- | ------------------------------------------------------------- | --- | ---------------------- | ---- |
| Sandhof 2 (Standort) | Ehemaliger Gutshof von Kloster Sulz, ehemaliges Wohnstallhaus | Erdgeschossiger Schopfwalmdachbau mit Ecklisenen, Giebelgesimsen und Fenstereinfassungen aus Haustein, 1832 | D-5-71-169-28 Wikidata | BW   |
| Sandhof 2 (Standort) | Ehemaliger Gutshof von Kloster Sulz, Wirtschaftsgebäude       | Fachwerkbauten über hakenförmigem Grundriss mit Sattel- und Krüppelwalmdach, um 1832                        | D-5-71-169-28 Wikidata | BW   |

### Wilhelmsmühle
| Lage                       | Objekt          | Beschreibung | Akten-Nr.              | Bild |
| -------------------------- | --------------- | --- | ---------------------- | ---- |
| Wilhelmsmühle 1 (Standort) | Ehemalige Mühle | Zweigeschossiger, verputzter Mansardwalmdachbau mit massivem Erd- und Fachwerkobergeschoss, Fledermausgauben und Dachreiter mit Welscher Haube, reliefierte Bauinschrift bezeichnet „1830“ | D-5-71-169-29 Wikidata | BW   |

### Keinem Gemeindeteil zugeordnet
| Lage                        | Objekt                                                                      | Beschreibung                                                           | Akten-Nr.     | Bild |
| --------------------------- | --------------------------------------------------------------------------- | ---------------------------------------------------------------------- | ------------- | ---- |
| Euläcker; Feldle (Standort) | Grenzstein der ehemaligen Grenzlinie der Königreiche Bayern und Württemberg | Rechteckstein mit flachem Pyramidenabschluss, bezeichnet, gesetzt 1806 | D-5-71-169-31 | BW   |

## Ehemalige Baudenkmäler
In diesem Abschnitt sind Objekte aufgeführt, die früher einmal in der Denkmalliste eingetragen waren, jetzt aber nicht mehr. Objekte, die in anderem Zusammenhang also z. B. als Teil eines Baudenkmals weiter eingetragen sind, sollen hier nicht aufgeführt werden. Aktennummern in diesem Abschnitt sind ehemalige, jetzt nicht mehr gültige Aktennummern.

| Lage                                 | Objekt                        | Beschreibung                                                 | Akten-Nr.              | Bild |
| ------------------------------------ | ----------------------------- | ------------------------------------------------------------ | ---------------------- | ---- |
| Insingen Hauptstraße 25 (Standort)   | Ehemalige Zehntscheune        | Fachwerkbau, Halbwalmdach, 17. Jahrhundert                   | D-5-71-169-16 Wikidata | BW   |
| Insingen Hintere Gasse (Standort)    | Massivbau                     | Klein, erneuert, mit Fachwerkgiebel, um 1700                 | D-5-71-169-11 Wikidata | BW   |
| Insingen Hintere Gasse 10 (Standort) | Wohnstallhaus                 | Erdgeschossiger Satteldachbau mit Wohnteil in Fachwerk, 1836 | D-5-71-169-14 Wikidata | BW   |
| Insingen Kirchenweg 4 (Standort)     | Eingeschossiges Wohnstallhaus | Fachwerkgiebel, 18. Jahrhundert                              | D-5-71-169-12 Wikidata | BW   |
| Insingen Mittelgasse 6 (Standort)    | Fachwerkscheune               | Schopfwalmdach, 1826                                         | D-5-71-169-13          | BW   |